# Кощеево (Родниковский район)
Кощеево — село в Родниковском районе Ивановской области России. Входит в Каминское сельское поселение.

## География
Село расположено на берегу реки Теза в 4 км на восток от центра поселения села Каминский и в 22 км на северо-запад от райцентра города Родники.

## История
Каменная Казанская церковь в селе с колокольней и оградой была построена в 1811 году старанием прихожан. Престолов было три: в холодной — в честь Казанской иконы Божией Матери, в теплой — правый в честь св. вмч. Феодора Стратилата, левый во имя святителя Николая Чудотворца. 
В конце XIX — начале XX века село входило в состав Горковской волости Нерехтского уезда Костромской губернии, с 1918 года — в составе Иваново-Вознесенской губернии.
С 1924 года село входило в состав Горко-Павловского сельсовета Родниковского района, с 1989 года — в подчинении Каминского поселкового совета, с 2005 года — в составе  Каминского сельского поселения.

## Население
| 1872 | 1897 | 1907 | 2002 | 2010 |
| ---- | ---- | ---- | ---- | ---- |
| 371  | ↘263 | ↗369 | ↘8   | ↘5   |

## Достопримечательности
В селе расположен действующий православный храм Казанской иконы Божией Матери, построенный в 1811 году на средства прихожан на месте старого деревянного.